# اوگومووا
اوگومووا (به لاتین: Oggomuwa) یک منطقهٔ مسکونی در سری‌لانکا است که در استان مرکزی (سری‌لانکا) واقع شده‌است.